# Mohelnice (Krupka)

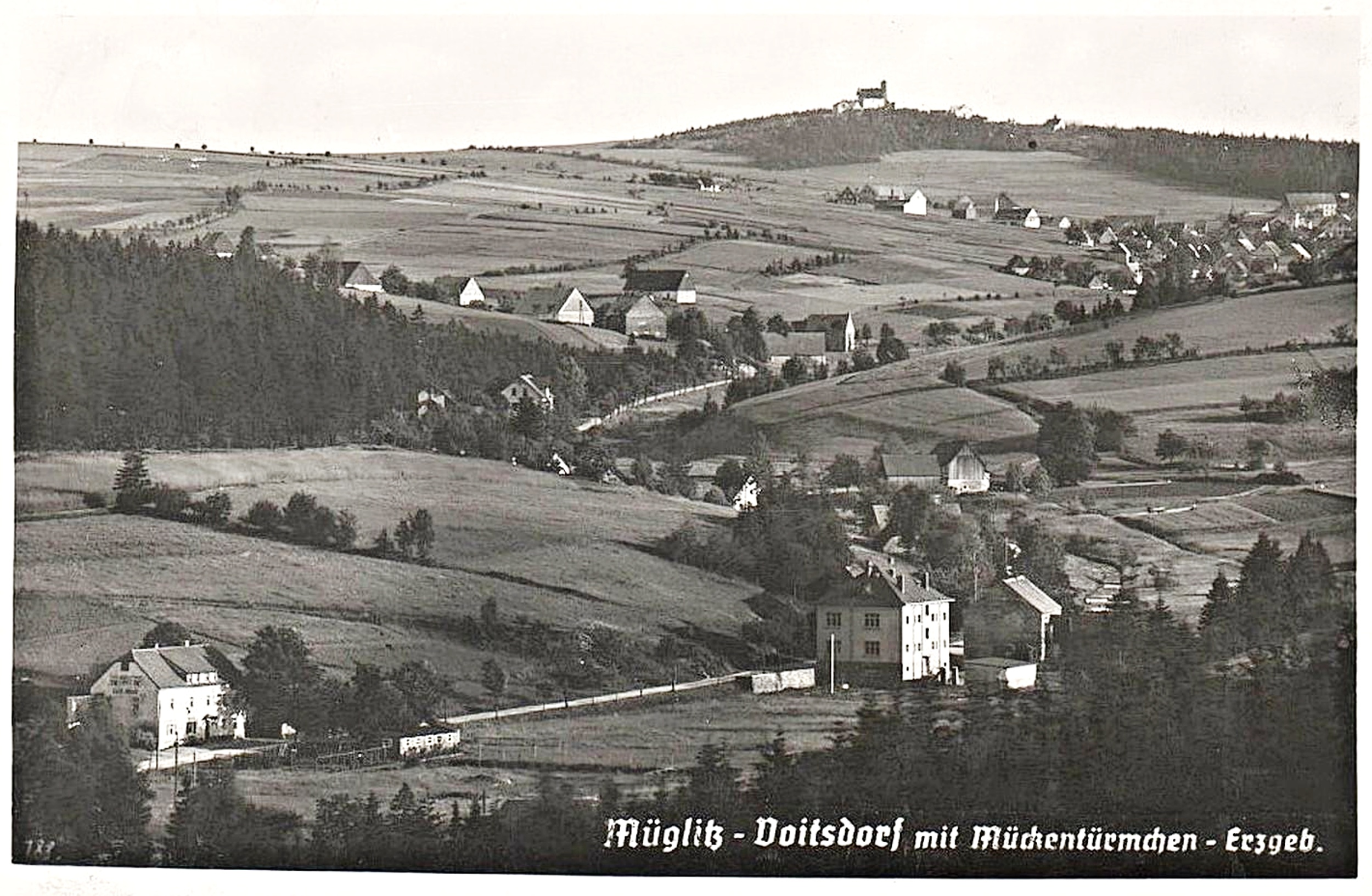
Mohelnice (Böhmisch Müglitz) und Fojtovice (Voitsdorf) in Erzgebirge

Mohelnice (deutsch Böhmisch Müglitz) ist eine Wüstung im Norden Tschechiens. Ihr Kataster mit einer Fläche von 23,7524 ha gehört zur Stadt Krupka.

## Geografie
Mohelnice war eine selbständige Gemeinde im Erzgebirge. Es war die Nachbargemeinde von Fürstenau, Müglitz und Adolfsgrün. Die Höhenlage betrug 726 m n.m.

## Geschichte
Böhmisch Müglitz war ein Dorf im Gebiet der Quellbäche des Flusses Müglitz. Unmittelbar nördlich der Grenze zwischen Böhmen und Sachsen lag Sächsisch Müglitz (heute nur Müglitz). Über Jahrhunderte entwickelte sich der Ort als Einheit, dabei war der sächsische Teil der kleinere Teil des Ortes. Zwei Drittel machte Böhmisch Müglitz aus, dort standen 26 Häuser mit 88 Einwohnern. Darin wohnten wohlhabendere Bauern als im deutschen Teil des Ortes. Deren Häuser hatten schon früh keine Strohdächer mehr. Vom Grenzübergang bis zum Mückentürmchen standen neun Gaststätten, die auch von Touristen lebten.
Ab 1945 wurde die deutsche Bevölkerung aus Mohelnice, wie Böhmisch Müglitz nunmehr hieß, vertrieben. Danach war der Ort praktisch ohne Einwohner.
In den 1950er Jahren wurde die leerstehende, aber noch erhaltene Siedlung mit Panzern dem Erdboden gleichgemacht. Besonderen Widerstand leistete dabei das Zollhaus, das in den 1930er Jahren aus Beton gebaut worden war. Erst nach einem Brand war dieser so mürbe, dass er den Panzern nachgab.
Reste von Kellern oder Brücken über die Quellbäche der Müglitz können heute (2016) noch im Gebiet gefunden werden.

## Entwicklung der Einwohnerzahl
| Jahr | Einwohnerzahl |
| ---- | ------------- |
| 1869 | 144           |
| 1880 | 158           |
| 1890 | 130           |
| 1900 | 141           |

| Jahr | Einwohnerzahl |
| ---- | ------------- |
| 1910 | 114           |
| 1921 | 89            |
| 1930 | 99            |
| 1950 | 0             |